# Пепеуць (Молдова)
Пепеуць (рум. Păpăuți) — село у Резинському районі Молдови. Утворює окрему комуну.

## Населення
За даними перепису населення 2004 року у селі проживали 1448 осіб.
Національний склад населення села:
| Національність   | Кількість осіб | Відсоток   |
| ---------------- | -------------- | ---------- |
| молдавани румуни | 1422 1         | 98,2% 0,1% |
| росіяни          | 17             | 1,2%       |
| українці         | 8              | 0,6%       |
| Всього           | 1448           | 100%       |